# Crkva sv. Vida u Brdovcu
Crkva sv. Vida je crkva u općini Brdovec, zaštićeno kulturno dobro.

## Opis dobra
Srednjovjekovna barokizirana crkva podignuta je na rubu naselja uz groblje i zajedno s njim opasana niskim cinktorom. Jednobrodna je građevina pravokutnog broda s užim svetištem i poligonalnom apsidom, južnom bočnom kapelom kružnog tlocrta te kapelom pravokutnog tlocrta i sakristijom sjeverno. Ispred glavnog pročelja prislonjen je visoki zvonik od šest katova završen razvedenom baroknom kapom. Sačuvan je dio srednjovjekovnih struktura u perimetralnim zidovima, kružna kapela s prijelaza 15/16. st, prvotno obrambena kula kao i pravokutna bočna kapela i donje etaže zvonika. Unutrašnjost je svođena, ukrašena štukaturama i medaljonima, a ima vrijedan inventar iz 18. i 19. st.

## Zaštita
Pod oznakom Z-3534 zavedena je kao nepokretno kulturno dobro - pojedinačno, pravna statusa zaštićena kulturnog dobra, klasificirano kao "sakralna graditeljska baština".